# D.J. Kennedy
David John Kennedy, detto D.J. (Pittsburgh, 5 novembre 1989), è un cestista statunitense.

## Palmarès

### Squadra
- Campione NBA D-League (2013)
- Campionato italiano: 1

Reyer Venezia: 2018-2019
- Lega Balcanica: 1

Hapoel Galil Elyon: 2021-2022
- Lega Lettone-Estone: 2

Prometej: 2022-2023, 2023-2024

### Individuale
- All-NBDL Third Team (2013)
- Basketball Champions League Star Lineup: 1

Pınar Karşıyaka: 2017-18